# Nelson Egah
Nelson Egah (Amsterdam, 25 februari 2005) is een Nederlands voetballer van Togolese afkomst die doorgaans als aanvaller speelt.

## Carrière
Nelson Egah speelde in de jeugd van RKSV DCG, AFC Ajax en AZ. Hij debuteerde in het betaald voetbal voor Jong AZ op 13 maart 2023, in de met 2-0 verloren uitwedstrijd tegen Roda JC Kerkrade. Hij kwam in de 66e minuut in het veld voor Nick Koster. In 2023 vertrok hij bij AZ.

### Statistieken
| Seizoen                       | Club           | Land           | Competitie     | Competitie | Competitie | Beker | Beker | Totaal | Totaal |
| Seizoen                       | Club           | Land           | Competitie     | Wed.       | Dlp.       | Wed.  | Dlp.  | Wed.   | Dlp.   |
| ----------------------------- | -------------- | -------------- | -------------- | ---------- | ---------- | ----- | ----- | ------ | ------ |
| 2022/23                       | Jong AZ        | Nederland      | Eerste divisie | 1          | 0          | –     | –     | 1      | 0      |
| Carrièretotaal                | Carrièretotaal | Carrièretotaal | Carrièretotaal | 1          | 0          | 0     | 0     | 1      | 0      |
| Bijgewerkt op 28 januari 2024 |                |                |                |            |            |       |       |        |        |